# Liberty Esports
A Liberty Esports ou apenas Liberty, anteriormente Havan Liberty e Vorax Liberty, foi uma organização de esporte eletrônico fundada em Brusque, Santa Catarina no ano de 2018 por Lucas Hang e Samuel Walendowski.
A organização competiu pelo Campeonato Brasileiro de League of Legends (CBLOL) e pelo Campeonato Brasileiro de League of Legends Academy (CBLOL Academy).
No dia 31 de outubro de 2024, a Liberty anunciou o encerramento das operações da organização após não ser selecionada pela Riot Games para compor a lista de equipes franquiadas da nova liga profissional de League of Legends no Brasil.
Passaram pela organização, grandes jogadores do cenário brasileiro de League of Legends como: carioK, Disamis, Yampi, Drakehero, fNb, Piloto, micaO, esA e tockers.

## História

### 2018
A Liberty, então Havan Liberty Gaming, foi inscrita para participar da qualificatória da Logitech G Challenge de 2018, a lineup era formada por Guilherme "Vash" del Buono como top laner, Harllan "Vasto" de Almeida como jungler, Thales "Kales Myth" Augusto como mid laner, Matheus "Theusma" Lima como atirador e Jefferson "SoulDevourer" como suporte, a equipe terminou as qualificatórias em 3º/4º lugar e não conseguiu a vaga no evento principal.

### 2019
Participaram do Circuito Desafiante 2019, sua equipe era formada por Gustavo "Name" Rodrigues no topo, Marcos "CarioK" Santos na selva, Guilherme "Atlanta" Matos como mid laner, Matheus "Sarkis" Guimarães como atirador, Leonardo "Gyeong" Oliveira como suporte e Yaltz como treinador, finalizaram a Primeira Etapa em 5º lugar, precisando participar da repescagem para se manter no torneio para a Segunda Etapa, a Havan Liberty enfrentou o Santos Esports e venceu por 3–0 . 
O elenco para a Segunda Etapa passou por algumas mudanças, saíram Name, Atlanta, Gyeong e Yaltz, e chegaram Luccas "Zantins" Martins e Leonardo "Hidan" Borré para o topo, Gabriel "Tockers" Claumann e Nélio "Thunder" Alves para o meio, Luiz Felipe "Flare" Lobo para bot laner, Nuno "slayer" Moutinho e Pedro "Zirigui" Vilarinho para suporte, e para a coaching staff Gabriel "Halier" Garcia e Renato "Raven" Dimas. Terminaram a Etapa Regular em 4º lugar se classificando para os Playoffs, onde também ficaram em 4º lugar sendo eliminados pela Vivo Keyd por 3–0.

### 2020
Para a Primeira Etapa do Circuitão, a lineup era formada por Leonardo "Hidan" Borré no topo, Marcos "CarioK" Santos na selva, Matheus "dyNquedo" Rossini no meio, Luiz Felipe "Flare" Lobo no bot e André "esA" Eidi como suporte. Na staff, Renato "Raven" Dimas e Gabriel "Tockers" Claumann, conquistaram o 2º lugar na Etapa Regular mas nos Playoffs foram eliminados pela Team oNe por 3–1, terminando o split em 3º lugar.
Na Segunda Etapa, o elenco foi reformulado tendo o retorno de Thunder e Gyeong, e as novas contratações Mateus "Fitz" Cayres e Bruno "Kennedys" Goularte para top laners, Gustavo "enel1" Hayashi para a jungler, Elvis "Piloto" Vergara para mid laner, Pedro Lucas "Beenie" Rodrigues para bot laner, Vinicius "Woodboy" Hartmann para suporte. Finalizaram a temporada como 4º lugar, perdendo para a RED Canids por 3–1 nos Playoffs.
Em 2020, a Riot Games Brasil adotou um sistema de franquias para o CBLOL a partir do ano de 2021, onde as vagas seriam fixas e o Circuito Desafiante seria substituído pelo CBLOL Academy.

### 2021
A Havan Liberty fundiu-se com a Vorax, atual vice-campeã do CBLOL (que foi formada por outra fusão entre Falkol e Prodigy Esports), formando a Vorax Liberty e garantindo uma vaga franqueada para a disputa da Segunda Etapa do CBLOL de 2021.
A lineup anunciada foi Francisco "fNb" Natanael Braz no topo, Yan "Yampi" Peterman na selva, Marcos Henrique "Krastyel" Ferraz no meio, Pedro "Matsukaze" Gama como atirador, Willyan "Wos" Bonpam como suporte e Rodrigo "Kalec" Rodrigues e Leonardo "Alocs" Belo como treinadores. Nessa temporada a Vorax Liberty terminou em 4º colocado nos playoffs perdendo novamente para a RED Canids por 3–1.

### 2022
A Vorax Liberty passa a se chamar apenas Liberty, e o elenco passou por algumas mudanças como as saídas de Yampi e fNb, a entrada de Thiago "Kiari" Luiz para o topo, e a promoção de Pedro "Disamis" Gonçalves, jungler da Liberty Academy para o time principal. Na Primeira Etapa do CBLOL 2022, a Liberty terminou a Etapa Regular em 6º e foi eliminada dos playoffs mais uma vez pela RED Canids por 3–2, terminando o primeiro split em 5º.
Para a Segunda Etapa, a única mudança no elenco foi a saída de Wos e a promoção de Alexandre "Cavalo" Fernandes, suporte da Liberty Academy para o time principal. Nesse split a equipe foi eliminada na primeira fase, amargando a 7ª colocação.

### 2023
As mudanças para 2023 foram a saída de Kalec, Matsukaze, Krastyel e Disamis, e as entradas de Lucas "Accez" Miranda para a selva, Julio "Juliera" Henrique para a bot lane, e Márcio "Eryon" Costa para a coaching staff, e o retorno de Piloto (anteriormente Pilot) para o meio. Foi um split desastroso para a Liberty, onde se encontraram, no final da Etapa Regular na última colocação.
Várias mudanças para o segundo split foram anunciadas, as promoções de Arthur "SkB" Cruz e Luciano "Drakehero" Junior vindos do Academy, as chegada de Adriano "aveng3r" Perassoli e Matheus "Reaper" Silva e o retorno de Wos para revezamento das posições de top laner, jungler, mid laner e bot laner, suporte respectivamente. E com uma lineup em constante mudança, a Liberty terminou o CBLOL 2023-2 na 9º colocação.

### 2024
A Liberty anunciou a nova lineup da organização para o primeiro split de 2024, o promissor top laner da LOUD Academy, Gabriel "Makes" Nemeth, Drakehero como o caçador titular, na mid lane Piloto e a bot lane composta de micaO e Alexandre "Cavalo" Fernandes. A equipe finalizou um primeiro split promissor, de resultados acima do esperado, conseguindo bastante  vencendo equipes fortes como LOUD, Vivo Keyd Stars e paiN Gaming, mas não conseguiram se classificar para os Playoffs da Primeira Etapa.
A equipe foi mantida para a Segunda Etapa, mas com vários resultados ruins no início do torneio fizeram a administração organização rebaixar micaO e Drakehero para o Academy e promover Leandro "Leandrinn" Zaneta e Levi "Levizin" Pedutti como atirador e caçador, respectivamente, da equipe principal, mas não evitou o split desastroso, terminando a temporada em penúltimo, vencendo apenas a INTZ,  e a LOS de BrTT nos dois jogos, finalizando com um placar de 3–15.
Em outubro, foram anunciados as equipes que integrariam a Conferência Sul da nova liga principal de League of Legends no Brasil, e a Liberty não estava entre elas, o que fez a organização desistir de tentar compor o tier 2 da modaliade e anunciar o encerramento das operações.

## Resultados em torneios
| Ano                  | Ano                  | Campeonato Brasileiro de League of Legends / Circuito Desafiante | Campeonato Brasileiro de League of Legends / Circuito Desafiante | Campeonato Brasileiro de League of Legends / Circuito Desafiante | Campeonato Brasileiro de League of Legends / Circuito Desafiante | Campeonato Brasileiro de League of Legends / Circuito Desafiante | Mid-Season Invitational | Campeonato Mundial   |
| Ano                  | Ano                  | P                                                                | V                                                                | D                                                                | Pos.                                                             | Playoffs                                                         | Mid-Season Invitational | Campeonato Mundial   |
| Havan Liberty Gaming | Havan Liberty Gaming | Havan Liberty Gaming                                             | Havan Liberty Gaming                                             | Havan Liberty Gaming                                             | Havan Liberty Gaming                                             | Havan Liberty Gaming                                             | Havan Liberty Gaming    | Havan Liberty Gaming |
| -------------------- | -------------------- | ---------------------------------------------------------------- | ---------------------------------------------------------------- | ---------------------------------------------------------------- | ---------------------------------------------------------------- | ---------------------------------------------------------------- | ----------------------- | -------------------- |
| 2019                 | Primeira Etapa       | 15                                                               | 5                                                                | 10                                                               | 5º                                                               | Não se classificou                                               | Não se classificou      | Não se classificou   |
| 2019                 | Segunda Etapa        | 15                                                               | 7                                                                | 8                                                                | 4º                                                               | Semifinais                                                       | Não se classificou      | Não se classificou   |
| 2020                 | Primeira Etapa       | 15                                                               | 9                                                                | 6                                                                | 2º                                                               | Semifinais                                                       | Não se classificou      | Não se classificou   |
| 2020                 | Segunda Etapa        | 15                                                               | 6                                                                | 9                                                                | 4º                                                               | Semifinais                                                       | Não se classificou      | Não se classificou   |
| Como Vorax Liberty   |                      |                                                                  |                                                                  |                                                                  |                                                                  |                                                                  |                         |                      |
| 2021                 | Primeira Etapa       | Não participou                                                   | Não participou                                                   | Não participou                                                   | Não participou                                                   | Não participou                                                   | Não participou          | Não participou       |
| 2021                 | Segunda Etapa        | 18                                                               | 12                                                               | 6                                                                | 2º                                                               | Semifinais                                                       | Não se classificou      | Não se classificou   |
| Como Liberty         |                      |                                                                  |                                                                  |                                                                  |                                                                  |                                                                  |                         |                      |
| 2022                 | Primeira Etapa       | 18                                                               | 10                                                               | 8                                                                | 6º                                                               | Lower 2                                                          | Não se classificou      | Não se classificou   |
| 2022                 | Segunda Etapa        | 18                                                               | 8                                                                | 10                                                               | 7º                                                               | Não se classificou                                               | Não se classificou      | Não se classificou   |
| 2023                 | Primeira Etapa       | 18                                                               | 5                                                                | 13                                                               | 10º                                                              | Não se classificou                                               | Não se classificou      | Não se classificou   |
| 2023                 | Segunda Etapa        | 18                                                               | 2                                                                | 16                                                               | 9º                                                               | Round 1                                                          | Não se classificou      | Não se classificou   |
| 2024                 | Primeira Etapa       | 18                                                               | 9                                                                | 9                                                                | 7º                                                               | Não se classificou                                               | Não se classificou      | Não se classificou   |
| 2024                 | Segunda Etapa        | 18                                                               | 3                                                                | 15                                                               | 9º                                                               | Não se classificou                                               | Não se classificou      | Não se classificou   |